# Cúmulo abierto M52
NGC 7654 (también conocido como M52 ) es un cúmulo abierto en la constelación Casiopea. Fue descubierto por Charles Messier en 1774. M52 puede verse desde la Tierra con prismáticos.